# Басайлово
Басайлово — деревня в Верховажском районе Вологодской области.
Входит в состав Чушевицкого сельского поселения, с точки зрения административно-территориального деления — в Чушевицкий сельсовет.
Расстояние по автодороге до районного центра Верховажья — 45,5 км, до центра муниципального образования Чушевиц — 1,7 км. Ближайшие населённые пункты — Чушевицы, Щёкино, Хорошево, Паюс.
По переписи 2002 года население — 9 человек.